# What About Love (película)
What About Love es una película de drama romántico dirigida por Klaus Menzel a partir de un guion de Menzel y Douglas Day Stewart. Está protagonizada por Sharon Stone, Andy García, Iain Glen, José Coronado y Maia Morgenstern.

## Sinopsis
Esta película trata sobre una pareja joven (Tanner y Christian) que pasan un verano juntos en Europa haciendo una película sobre la actitud de la gente hacia el amor. Pronto se dan cuenta de que en realidad están filmando su propia historia de amor. La tragedia ocurrirá y su película finalmente salvará la vida de Christian.

## Reparto
- Sharon Stone como Linda Tarlton
- Andy García como Peter Tarlton
- Iain Glen como embajador estadounidense
- Rosabell Laurenti Sellers como niña
- José Coronado como Rafael Santiago
- Maia Morgenstern como hermana Martina
- Marielle Jaffe como Tanner Tarlton
- Miguel Ángel Muñoz como Christian Santiago
- Caroline Morahan como presentadora de televisión
- Sara Lazzaro como chica bonita
- Kamaliya
- José Roan Bronstein
- Radu Lacuban
- Corneliu Ulici como hotelero
- Ferran Rañé
- Nitsa Benchetrit
- Alba Brunet
- Ioan Ionescu
- Tania Grousset
- Ramón Villegas
- Daniel Bayona Miller
- Manu Gutiérrez
- Alberto Llovera
- Mary Ann Haewsky como compradora de escaparates

## Estreno
What About Love estaba programada para el 14 de febrero de 2020, pero se retrasó hasta el 25 de septiembre de 2020 y luego hasta el 12 de febrero de 2021 debido a la pandemia de COVID-19. La película aún no se ha estrenenado. 